# 耶夫尔河畔穆兰
耶夫爾河畔穆兰（法語：Moulins-sur-Yèvre，法語發音：[mulɛ̃ syʁ jɛvʁ]）是法国谢尔省的一个市镇，位于该省中部，属于布尔日区。

## 地理
耶夫尔河畔穆兰（47°4'59"N, 2°31'2"E）面积15.33 平方千米，位于法国中央-卢瓦尔河谷大区谢尔省，该省份为法国中部省份，北起卢瓦雷省，西接卢瓦-谢尔省和安德尔省，南至克勒兹省，东南接阿列省，东临涅夫勒省。
与耶夫尔河畔穆兰接壤的市镇（或旧市镇、城区）包括：诺昂昂古、奥斯穆瓦、圣日耳曼迪皮、圣索朗日。
耶夫尔河畔穆兰的时区为UTC+01:00、UTC+02:00（夏令时）。

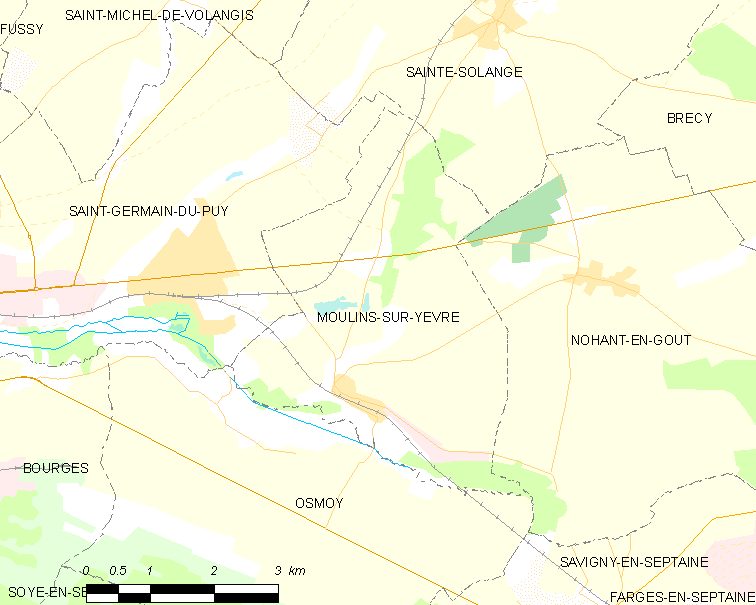
耶夫尔河畔穆兰的OSM定位图

## 行政
耶夫尔河畔穆兰的邮政编码为18390，INSEE市镇编码为18158。

## 政治
耶夫尔河畔穆兰所属的省级选区为阿沃尔县。

## 人口

1962-2008年间耶夫尔河畔穆兰人口变化图示

耶夫尔河畔穆兰于2022年1月1日时的人口数量为851人。